# 野木駅

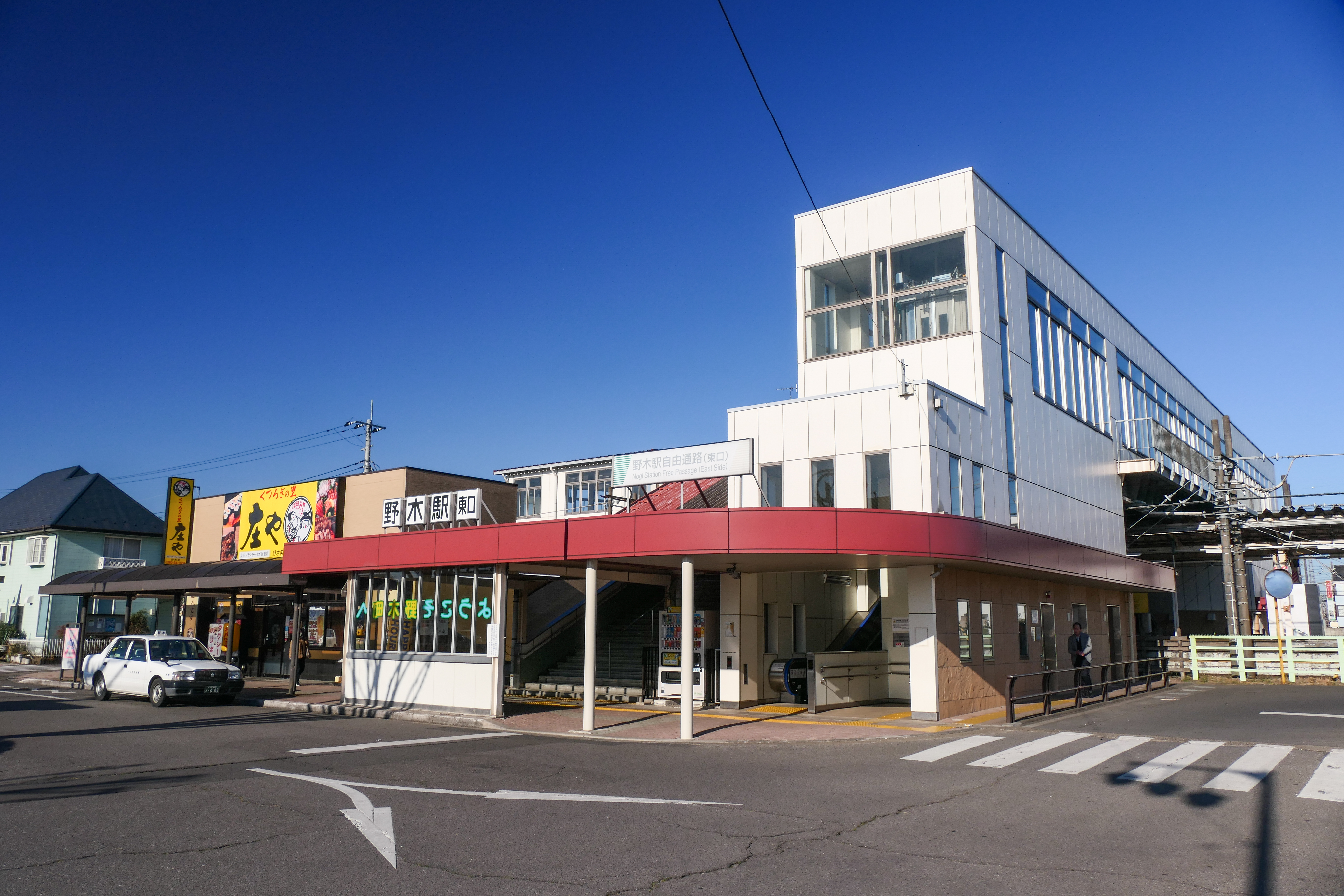
東口（2023年2月）

野木駅（のぎえき）は、栃木県下都賀郡野木町大字丸林にある、東日本旅客鉄道（JR東日本）東北本線の駅である。
「宇都宮線」の愛称区間に含まれており、上野駅発着系統と、新宿駅経由で横須賀線に直通する湘南新宿ライン、上野駅・東京駅経由で東海道線に直通する上野東京ラインが停車する。
栃木県最南端の駅。

## 歴史
- 1963年（昭和38年）2月16日：日本国有鉄道（国鉄）の駅として開業[2]。
- 1987年（昭和62年）4月1日：国鉄分割民営化により、JR東日本の駅となる[2]。
- 1995年（平成7年）12月22日：自動改札機を設置し、供用開始[3]。
- 2001年（平成13年）
  - 11月18日：ICカードSuica供用開始。
  - 12月1日：ダイヤ改正により湘南新宿ライン系統の列車が運行開始。
- 2007年（平成19年）3月9日：みどりの窓口営業終了。
- 2015年（平成27年）3月14日：東北本線東京〜上野駅間の列車線が開通したことに伴い、同日のダイヤ改正で上野東京ライン系統の列車が運行開始。

## 駅構造
島式ホーム1面2線を有する地上駅で橋上駅舎を有する。
JR東日本ステーションサービスが業務を受託する業務委託駅（小山駅管理）であり、自動券売機・指定席券売機・Suica対応自動改札機が設置されている。
西口、東口の両方に自由通路が設けられている。

### のりば
| 番線 | 路線                 | 方向 | 行先                             |
| ---- | -------------------- | ---- | -------------------------------- |
| 1    | ■ 宇都宮線（東北線） | 下り | 小山・宇都宮・黒磯方面           |
| 2    | ■ 宇都宮線（東北線） | 上り | 大宮・東京・新宿・横浜・大船方面 |
| 2    | ■ 湘南新宿ライン     | 上り | 大宮・東京・新宿・横浜・大船方面 |
| 2    | ■ 上野東京ライン     | 上り | 大宮・東京・新宿・横浜・大船方面 |

（出典：JR東日本:駅構内図）
湘南新宿ラインの列車は前述のように横須賀線へ直通する。

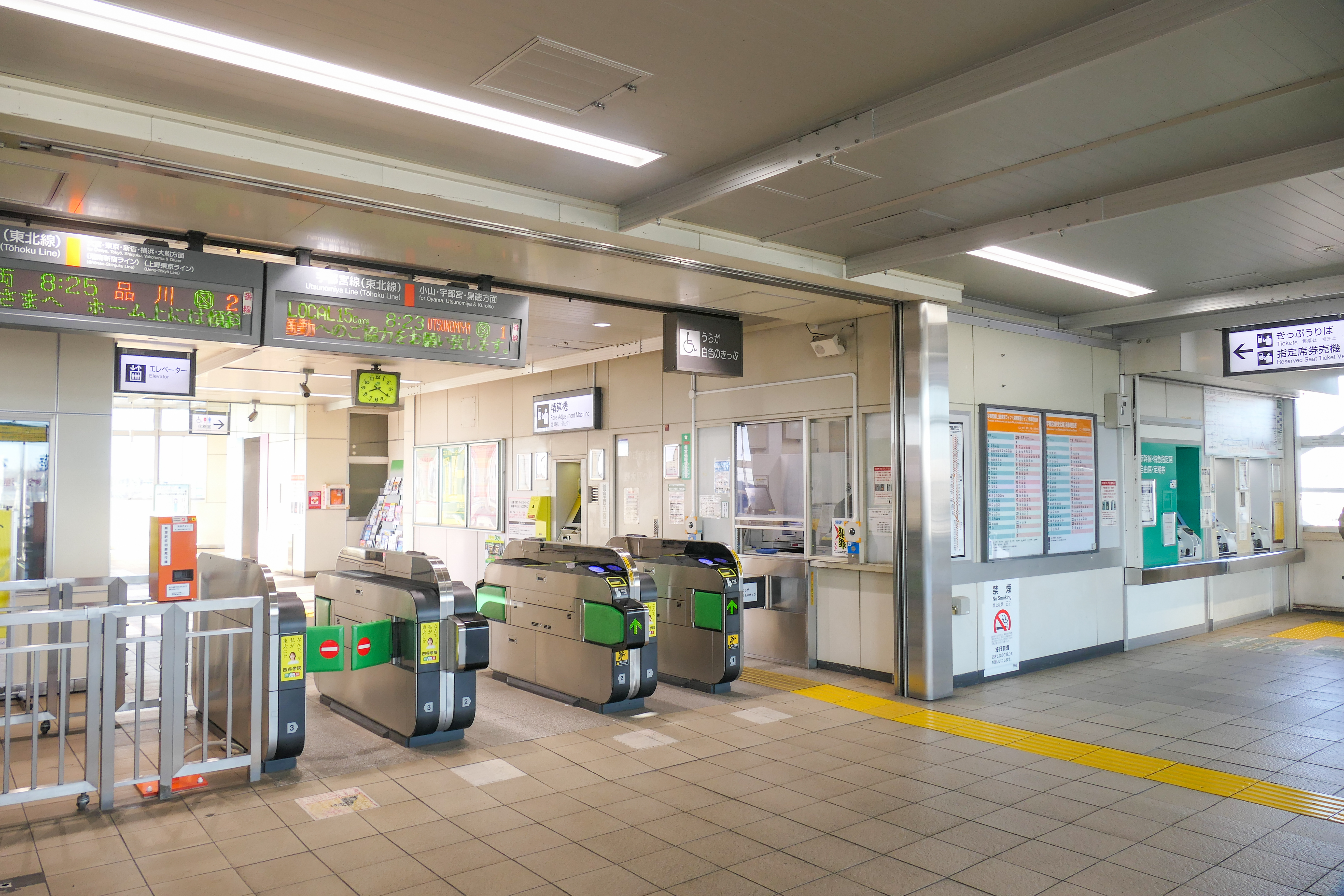
改札口（2023年2月）
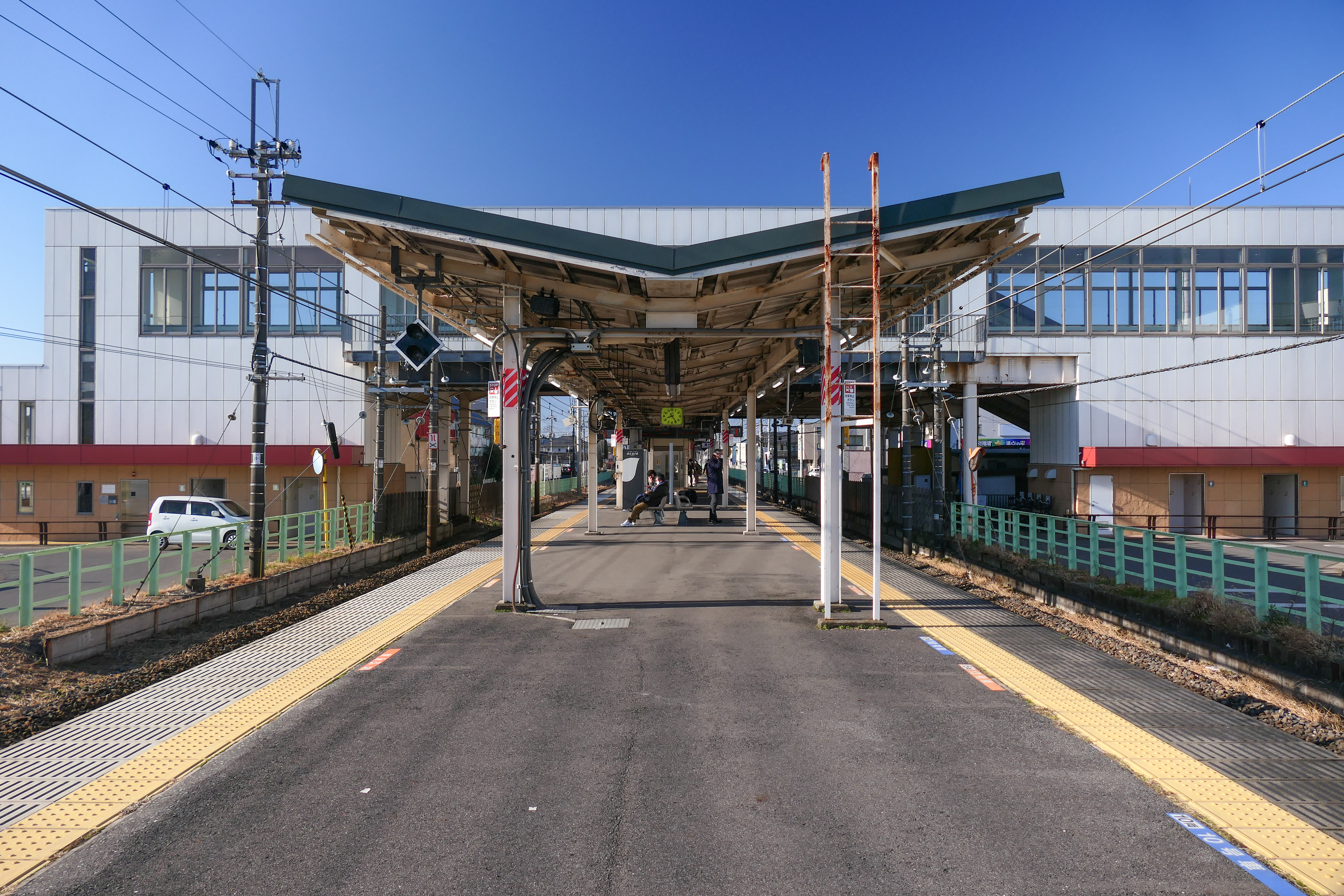
ホーム（2023年2月）

## 利用状況
JR東日本によると、2023年度（令和5年度）の1日平均乗車人員は3,778人である 。
2000年度（平成12年度）以降の推移は以下のとおりである。
| 乗車人員推移       | 乗車人員推移     | 乗車人員推移 |
| 年度               | 1日平均 乗車人員 | 出典         |
| ------------------ | ---------------- | ------------ |
| 2000年（平成12年） | 6,317            | [ JR 2 ]     |
| 2001年（平成13年） | 6,228            | [ JR 3 ]     |
| 2002年（平成14年） | 6,141            | [ JR 4 ]     |
| 2003年（平成15年） | 6,172            | [ JR 5 ]     |
| 2004年（平成16年） | 6,139            | [ JR 6 ]     |
| 2005年（平成17年） | 6,051            | [ JR 7 ]     |
| 2006年（平成18年） | 5,996            | [ JR 8 ]     |
| 2007年（平成19年） | 5,923            | [ JR 9 ]     |
| 2008年（平成20年） | 5,891            | [ JR 10 ]    |
| 2009年（平成21年） | 5,741            | [ JR 11 ]    |
| 2010年（平成22年） | 5,579            | [ JR 12 ]    |
| 2011年（平成23年） | 5,414            | [ JR 13 ]    |
| 2012年（平成24年） | 5,350            | [ JR 14 ]    |
| 2013年（平成25年） | 5,332            | [ JR 15 ]    |
| 2014年（平成26年） | 5,093            | [ JR 16 ]    |
| 2015年（平成27年） | 5,035            | [ JR 17 ]    |
| 2016年（平成28年） | 4,891            | [ JR 18 ]    |
| 2017年（平成29年） | 4,777            | [ JR 19 ]    |
| 2018年（平成30年） | 4,697            | [ JR 20 ]    |
| 2019年（令和元年） | 4,619            | [ JR 21 ]    |
| 2020年（令和02年） | 3,413            | [ JR 22 ]    |
| 2021年（令和03年） | 3,468            | [ JR 23 ]    |
| 2022年（令和04年） | 3,606            | [ JR 24 ]    |
| 2023年（令和05年） | 3,778            | [ JR 1 ]     |

## 駅周辺
- 野木町役場
- 野木郵便局
- 野木駅東口郵便局
- 野木ローズタウン
- 足利銀行 野木支店
- 栃木銀行 野木支店
- 足利小山信用金庫 野木支店
- 野木病院
- 旧下野煉化製造会社ホフマン式輪窯
- 野木タクシー
- 渡良瀬遊水地
- ヤオコー 野木店
- フードマーケットオータニ野木店
- TAIRAYA 野木店

## その他
- 1978年10月2日ダイヤ改正まで運行されていた客車による普通列車は当駅と東大宮駅を通過していた。いずれも戦後になって開設された新駅である点が共通している。
- 東北新幹線開業以前は優等列車や貨物列車が多く設定される過密ダイヤであったため、当駅の古河寄り上下線間に、貨物列車待避用の中線が設けられていた。のちに撤去されたが、上下線間に中線跡の細長い空き地が存在する。
- 野木駅に発着する路線バスはない[4]。町内で開催されるひまわりフェスティバルの期間中は、駅と会場を結ぶ無料シャトルバスが運行される[5]。

## 隣の駅
東日本旅客鉄道（JR東日本）
■宇都宮線
■快速（「ラビット」を含む）
通過
■普通
古河駅 - 野木駅 - 間々田駅

### 利用状況
JR東日本の1999年度以降の乗車人員
1. 1 2  “各駅の乗車人員（2023年度）”.   東日本旅客鉄道. 2024年7月20日閲覧。
2. ↑  “各駅の乗車人員（2000年度）”.   東日本旅客鉄道. 2019年2月13日閲覧。
3. ↑  “各駅の乗車人員（2001年度）”.   東日本旅客鉄道. 2019年2月13日閲覧。
4. ↑  “各駅の乗車人員（2002年度）”.   東日本旅客鉄道. 2019年2月13日閲覧。
5. ↑  “各駅の乗車人員（2003年度）”.   東日本旅客鉄道. 2019年2月13日閲覧。
6. ↑  “各駅の乗車人員（2004年度）”.   東日本旅客鉄道. 2019年2月13日閲覧。
7. ↑  “各駅の乗車人員（2005年度）”.   東日本旅客鉄道. 2019年2月13日閲覧。
8. ↑  “各駅の乗車人員（2006年度）”.   東日本旅客鉄道. 2019年2月13日閲覧。
9. ↑  “各駅の乗車人員（2007年度）”.   東日本旅客鉄道. 2019年2月13日閲覧。
10. ↑  “各駅の乗車人員（2008年度）”.   東日本旅客鉄道. 2019年2月13日閲覧。
11. ↑  “各駅の乗車人員（2009年度）”.   東日本旅客鉄道. 2019年2月13日閲覧。
12. ↑  “各駅の乗車人員（2010年度）”.   東日本旅客鉄道. 2019年2月13日閲覧。
13. ↑  “各駅の乗車人員（2011年度）”.   東日本旅客鉄道. 2019年2月13日閲覧。
14. ↑  “各駅の乗車人員（2012年度）”.   東日本旅客鉄道. 2019年2月13日閲覧。
15. ↑  “各駅の乗車人員（2013年度）”.   東日本旅客鉄道. 2019年2月13日閲覧。
16. ↑  “各駅の乗車人員（2014年度）”.   東日本旅客鉄道. 2019年2月13日閲覧。
17. ↑  “各駅の乗車人員（2015年度）”.   東日本旅客鉄道. 2019年2月13日閲覧。
18. ↑  “各駅の乗車人員（2016年度）”.   東日本旅客鉄道. 2019年2月13日閲覧。
19. ↑  “各駅の乗車人員（2017年度）”.   東日本旅客鉄道. 2019年2月13日閲覧。
20. ↑  “各駅の乗車人員（2018年度）”.   東日本旅客鉄道. 2019年7月11日閲覧。
21. ↑  “各駅の乗車人員（2019年度）”.   東日本旅客鉄道. 2020年7月10日閲覧。
22. ↑  “各駅の乗車人員（2020年度）”.   東日本旅客鉄道. 2021年7月22日閲覧。
23. ↑  “各駅の乗車人員（2021年度）”.   東日本旅客鉄道. 2022年8月5日閲覧。
24. ↑  “各駅の乗車人員（2022年度）”.   東日本旅客鉄道. 2023年7月8日閲覧。